# Європейський лев
Європейський лев — це вимерла популяція левів (Panthera leo leo), яка мешкала на європейському субконтиненті. Європейський лев жив на Піренейському півострові, на півдні Франції, в Італії, на Балканах, на території сучасної Угорщини. Полював на лося, зубра, оленя та інших європейських травоїдних тварин.

## Зникнення
Арістотель і Геродот писали, що європейський лев був на Балканах ще в середині першого тисячоліття до н. е.. Ксеркс писав, що 480 року до н. е., біля Македонії він зіткнувся з декількома левами. Приблизно 20 року до н. е. леви вимерли в Італії. У 70 році н. е. декілька левів ще існувало у північній Греції. З 100 року згадок про європейського лева не було.

## В Україні
В українському Придунав'ї знайдено викопні рештки лева поблизу м. Болграда, вони датуються серединою IV тисячоліття до н. е., а також поблизу с. Маяки Одеської області, вони датуються III тисячоліттям до н. е. (знайдено кілька кісток, які належать і дорослим і молодим особинам). Скоріше за все Причорномор'я входило в давній ареал цього виду. Також у Причорномор'ї, зокрема Ольвії, зроблено дві знахідки кісток левів з датуванням 1000–0 років до н.е.

На одній із фресок Софії Київської можна побачити зображення битви князя Володимира Мономаха з лютим звіром, який нагадує лева. Сам князь у своїх повчаннях синам, описуючи полювання в Подонні: 
|  | Лютий зверь скочіл ко мне на бєдри, і конь со мною повєрже. |

 Можливо, що 900 років тому ці хижаки водилися в українському степу й у долині Сіверського Дінця. Інші науковці вважають, що літописним «лютим звіром» був каспійський тигр.
У поселенні Молюхів Бугор (в заплаві річки Тясмин на північ від села Новоселиця Чигиринського р-ну Черкаської області), з-поміж іншого виявлено й кістки лева. Вважається, що в період існування цього пізнього енеолітичного поселення був більш посушливий клімат.